# Перекоп
Переко́п (крымскотат. Or Qapu (Or), Ор Къапу (Ор)) — город (до 1920 года) на Перекопском перешейке, образующем сухопутную связь между Крымским полуостровом и материком. Крымскотатарское название города Ор-Капы означает «ворота на рву» (крымскотат. or — ров, траншея; qapı — дверь, ворота). По утверждению П. Палласа, «Перекоп» является исконным славянским названием, от которого произошли все остальные, включая крымскотатарское, греческое и др.

## История

### Дороссийский период

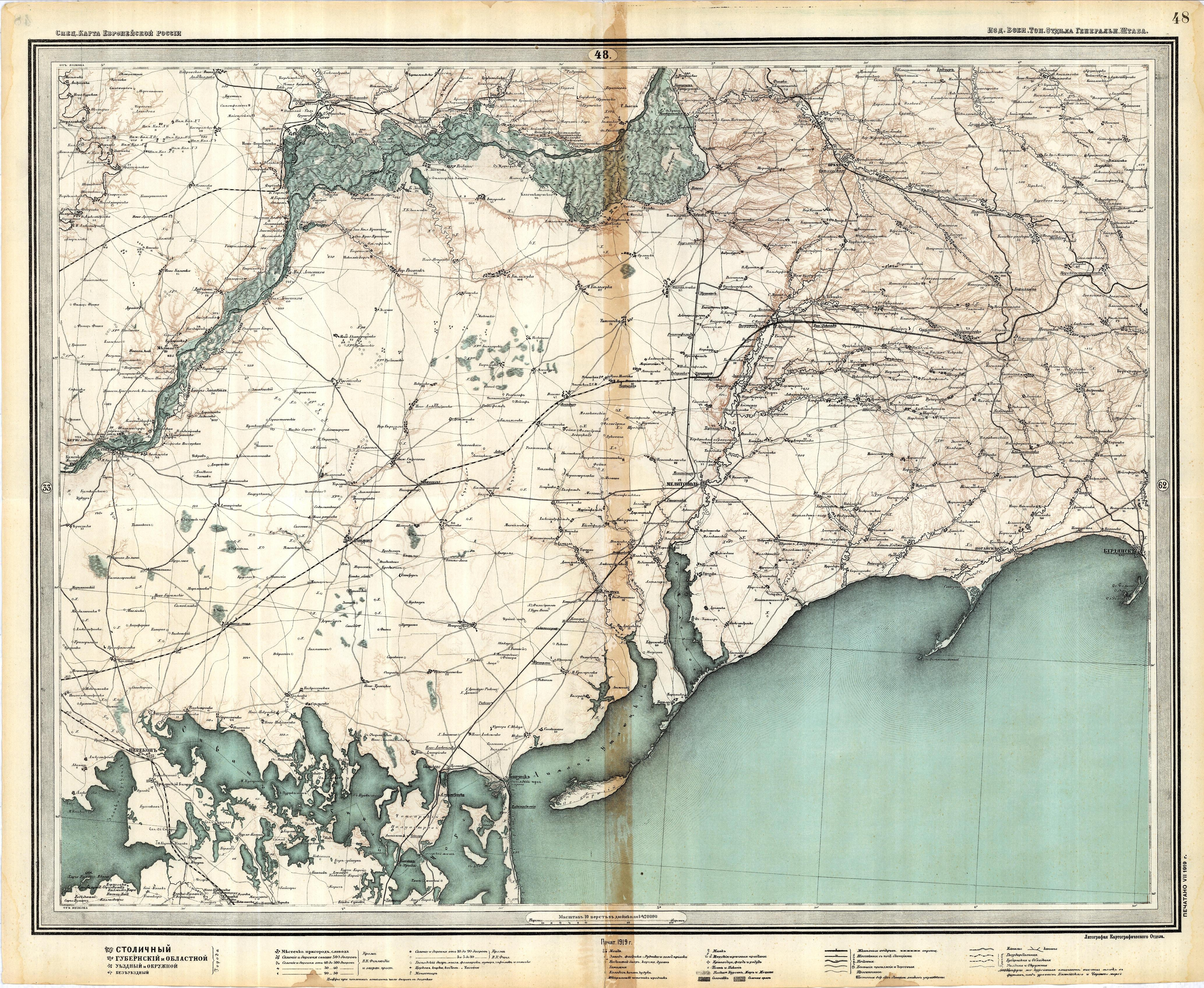
Перекоп

Благодаря своему географическому положению Перекоп всегда имел большое стратегическое значение. Помимо этого он ещё в древности стал богатым торговым городом из-за залежей соли, находящихся поблизости. В заметках Плиния Старшего I века, подробно описывается Перекоп и Перекопский перешеек под именем Тафрос (с древнегреческого — перекоп), упоминается крепость с большим защитным валом. Плиний Старший писал о намерениях греков превратить Перекоп в большой портовый город.
Во времена Крымского ханства Перекоп был главной крепостью, защищавшей Крымский полуостров со стороны материка.
На карте Гесселя Герица 1614 года, составленной на основании чертежа царевича Фёдора Борисовича Годунова 1600 года, Перекоп обозначен современным русским названием.
У форта (Крыма) был вход на полуостров через Ор (мост через Перекоп), не только крымская, но и северо-причерноморская и приазовская степи тоже принадлежали хану, но там кочевали татары-ногайцы: адиль, шайдак, ормит. Они платили подать за выпас стад и доставляли в Крым масло, мёд, рогатый скот, овец, ягнят и ясырь (пленных).
Руины перекопского рва и крепости находятся в 1 км южнее нынешнего села Перекоп.

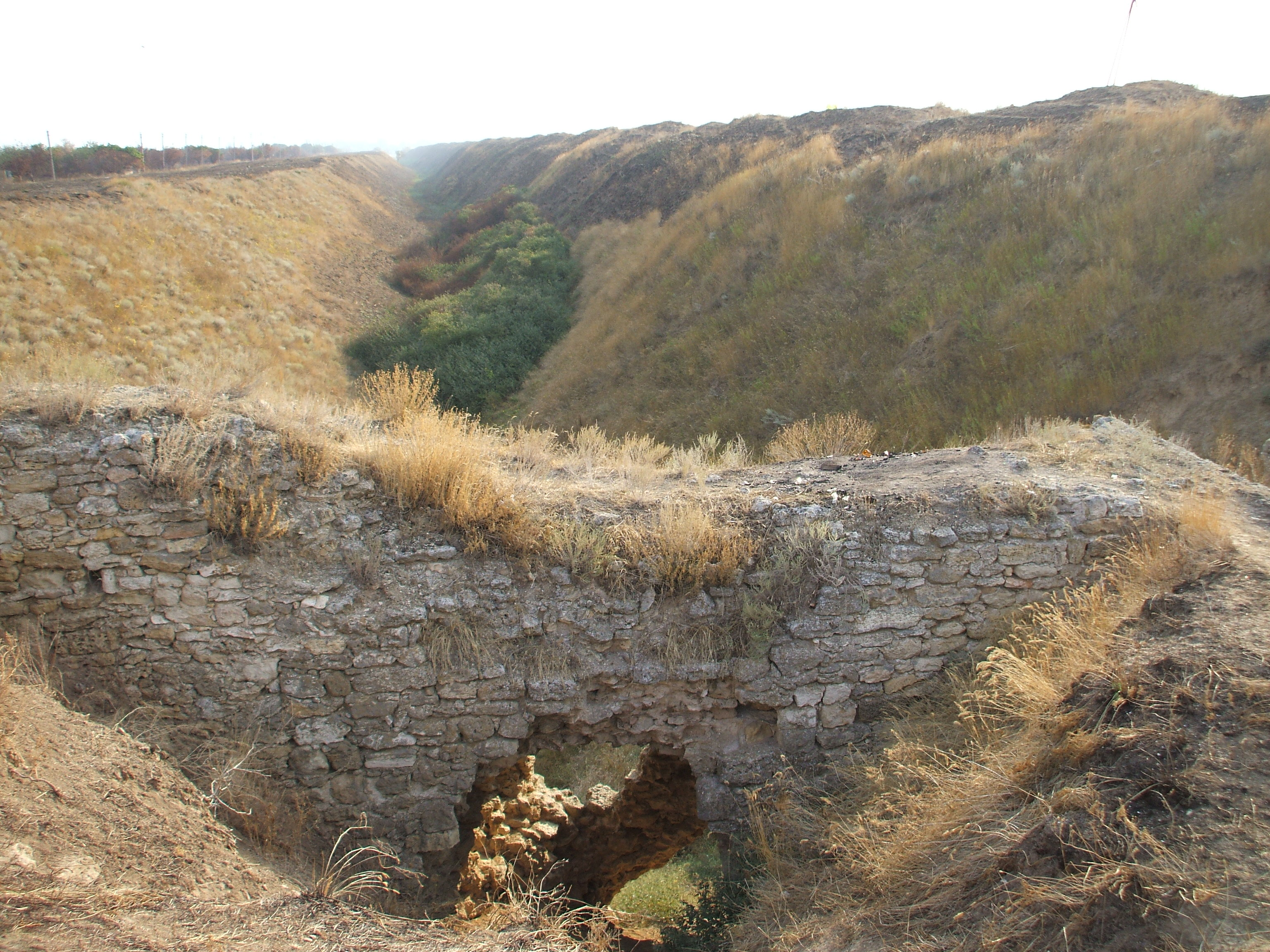
Остатки валов Перекопа
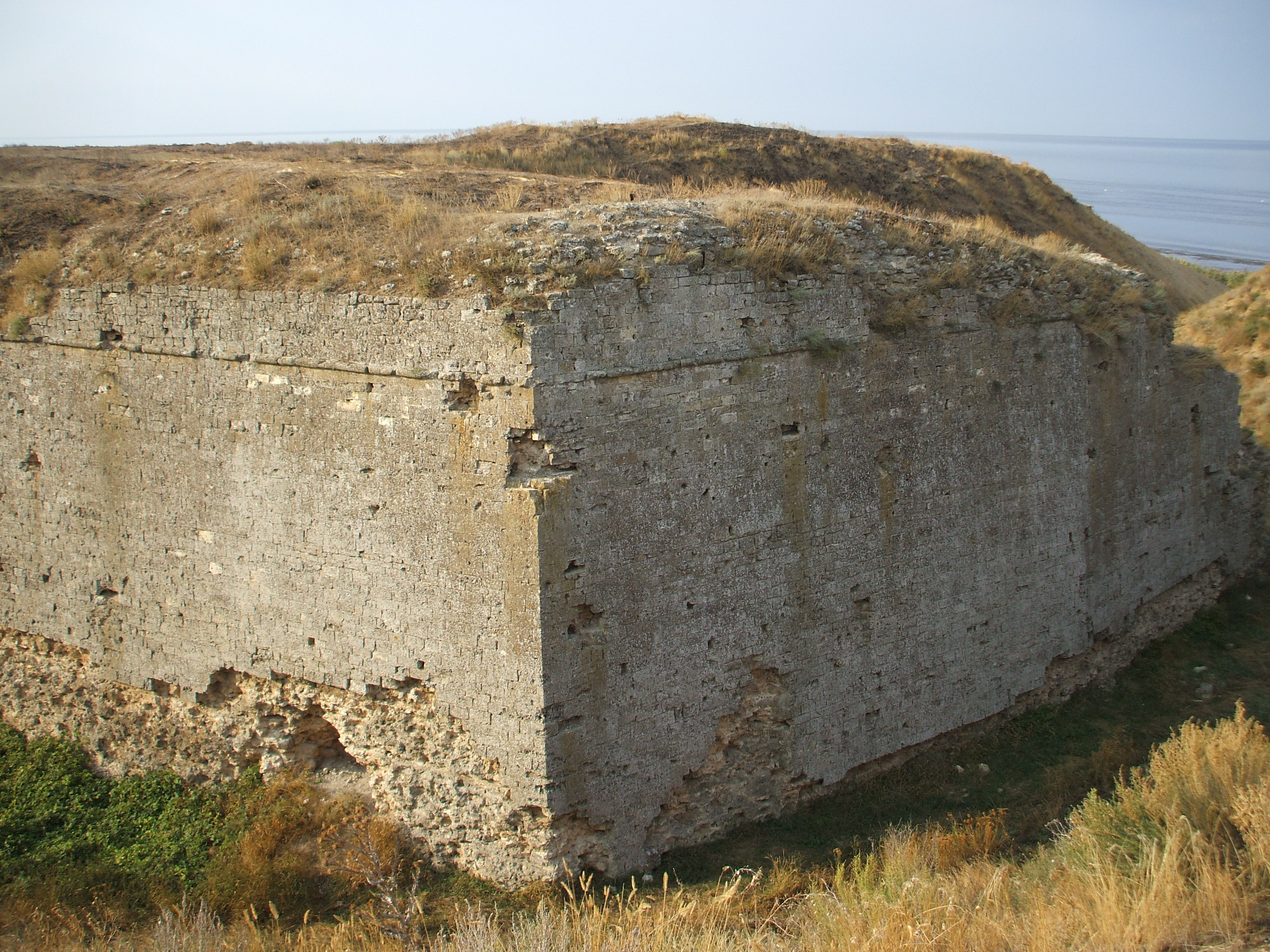
Ферх-Кермен — укрепление на западе Перекопского вала

### Завоевание Крыма Российской империей
Впервые Русская армия под предводительством Василия Голицына подошла к стенам Перекопа во время Крымского похода 1689 года, но штурм не состоялся.
Первый штурм и взятие Перекопа были осуществлены в ходе кампании 1736 года армией под командованием Кристофа Бурхарда Миниха. Войдя в Крым, русские заняли Гёзлёв, Бахчисарай и Акмечеть, после чего армия возвратилась к Перекопу и вышла из Крыма.
Второе взятие Перекопа состоялось 14 июня 1771 года (по юлианскому календарю) под командованием князя Василия Михайловича Долгорукова-Крымского, который потом был генерал-губернатором в Москве.

### В составе Российской империи

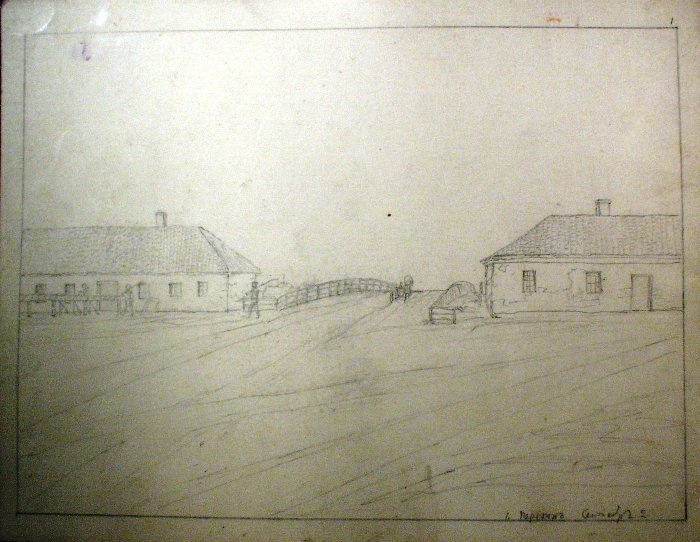
Жуковский В. А. Селение Перекоп, 1837 год

После присоединения Крыма к Российской империи Перекоп стал центром одноимённого уезда Таврической губернии.
В январе-марте 1920 года 4 тысячи бойцов 3-го армейского корпуса Вооружённых сил Юга России генерала Я. А. Слащёва успешно обороняли Крым от атак двух советских армий общей численностью в 40 тысяч бойцов — в этих боях большевики раз за разом захватывали Перекоп, а затем слащёвцы отбивали его обратно, вынуждали Красную армию отходить в степь на мороз.
В конце 1920 года, когда Красная армия штурмовала перекопские укрепления Русской армии Врангеля, город Перекоп подвергся очень сильным разрушениям и был стёрт с лица земли. Решение о восстановлении бывшего уездного города, но в статусе села, было принято в декабре 1922 года, в результате рядом возникло село Перекоп.